# Amorphostigma
Amorphostigma – rodzaj ważek z rodziny łątkowatych (Coenagrionidae). Występują endemicznie na Wyspach Samoa.

## Systematyka
Rodzaj ten utworzył Frederic Charles Fraser dla nowo opisanego przez siebie gatunku Amorphostigma armstrongi; opis ukazał się w 1925 na łamach „Transactions of the Royal Entomological Society of London”. Dijkstra et al. (2014) zsynonimizowali ten rodzaj z Ischnura. W 2022 roku Marinov opisał gatunek Amorphostigma kessleri i przywrócił rodzaj Amorphostigma, a zmianę tę zaakceptowali autorzy World Odonata List.

### Podział systematyczny
Do rodzaju należą następujące gatunki:
- Amorphostigma armstrongi Fraser, 1925
- Amorphostigma auricolor Fraser, 1927
- Amorphostigma kessleri Marinov, 2022